# Atlas (kartografi)
 For alternative betydninger, se atlas. (Se også artikler, som begynder med atlas)
Et atlas er en betegnelse for en samling kort, sædvanligvis indbundet. 
Samlinger af kort kendes fra 1300-tallet og med trykte kort fra 1570, hvor Abraham Ortelius udgav værket Theatrum Orbis Terrarum, der ofte defineres som det første egentlige atlas med kort i samme format. Det er dog Gerard Mercator, der i 1595 anvender ordet første gang om en bundtet kortsamling, der omfatter kort i samme format; Atlas Sive Cosmographicæ Duisburg 1595. 
Der findes store samlinger af historiske og moderne atlas i Det Kongelige Biblioteks Kortsamling.

## Afledt betydning
Ordet atlas bruges i sjældnere tilfælde også om bøger med systematiske illustrationer i andre sammenhænge som fx "Atlas over den menneskelige hjerne".